# Cubitos de hielo
Cubitos de hielo è un lungometraggio argentino del 1956 diretto da Juan Sires.

## Trama
Un marito compra un frigorifero e lo porta in casa e lo mostra entusiasta alla moglie ma, quando si rompe, quello che sarebbe un grande conforto si trasforma in un incubo di problemi che mette in subbuglio tutta la famiglia.